# Sulejman Szah
Sulejman Szah (osm. سليمان شاه, Süleyman Şah) – legendarny XIII-wieczny wódz Oguzów i ojciec Ertogrula.
Postać Sulejmana Szaha pojawia się dopiero w XV-wiecznych kronikach, które zawierają opisy przybycia słynnych już wówczas Osmanów do Anatolii. Poza krótkimi wzmiankami w innych źródłach istnieją dwie rozbudowane wersje jego losów - jedną zawiera tzw. Anonimowa Kronika, zredagowana ok. roku 1475, lecz zawierająca materiał z tekstu sporządzonego ok. roku 1420; drugą kronika Aşikpaşazade (zm. po 1484), który korzystał z tekstu Anonimowej Kroniki oraz dzieła niejakiego Yakhşi Fakiha, które opierało się na tradycjach sięgających lat dwudziestych XIV wieku.
Anonimowa Kronika wywodzi Sulejmana Szaha od Noego, zaliczając do jego przodków także legendarnego protoplastę Oguzów, Oguz-chana, oraz Abu Muslima (zm. 755). Sulejman Szah miał być jednym z kolejnych należących do Oguzów władców miasta Mahan, które za jego czasów zostało zniszczone przez Czyngis-chana (1206–1227). W jakiś czas po tym wydarzeniu wraz ze swoim plemieniem powędrował on w rejon Erzincanu, skąd urządzał rajdy na rejon bizantyńskiej Amasyi. Następnie wraz ze współplemieńcami Sulejman Szah udał się w rejon Aleppo, by utonąć podczas przeprawy przez Eufrat.
Według Aşikpaşazade Sulejmana Szah został wysłany do Anatolii przez "władców Persji", którzy posłali wraz z nim "pięćdziesiąt tysięcy namiotów Turkmenów i Tatarów", by ci prowadzili tam dżihad. Sulejman Szah przez Erzurum dotarł do Erzincanu i po dokonaniu wielu heroicznych czynów w ciągu kilku lat podbił cały region. Owce koczowników cierpiały jednak w górzystym terenie i Sulejman Szah wraz ze swoimi współplemieńcami zawrócił do Turkiestanu przez Aleppo, utonął jednak podczas przeprawy przez Eufrat.
Najstarsza osmańska kronika pióra Ahmediego (zm. 1413) nie zawiera żadnej wzmianki o Sulejmanie Szahu, rozpoczynając dzieje Osmanów od Ertogrula. Inne źródła wskazują jako ojca tego ostatniego Gündüz Alpa, a nie Sulejmana Szaha, co potwierdza odnaleziona moneta Osmana (ok. 1299 – ok. 1324), na której jego imię brzmi "Osman bin Ertuğrul bin Gündüz Alp". Ponadto Sulejman posiada takie  samo imię jak Sulejman Ibn Kutulmisz (zm. 1086), założyciel Sułtanatu Rum, który także zginął nieopodal Aleppo, w roku 1086. Z kolei syn Sulejmana Ibn Kutulmisza, Kılıç Arslan (zm. 1107), utonął w rzece Chabur, jednym z dopływów Eufratu. W sumie chociaż dzieje Sulejmana Szaha być może rzeczywiście do pewnego stopnia odzwierciedlają losy grupy Oguzów, z której wywodzili się Osmanowie, to sama jego osoba wydaje się mieć charakter całkowicie legendarny i prawdopodobnie została stworzona by dostarczyć Osmanom szlachetnej genealogii, wiążącej ich z takimi postaciami jak Oguz-chan czy Abu Muslim, oraz zawiera w sobie przetworzone tradycje seldżuckie.
Zgodnie z późniejszą tradycją po śmierci jego szczątki zostały złożone w poświęconym mu mauzoleum, obecnie będącym turecką eksklawą na terytorium Syrii.